# Parafia Podwyższenia Krzyża Pańskiego w South Naknek
Parafia Podwyższenia Krzyża Pańskiego – parafia prawosławna w South Naknek, w dekanacie Unalaska diecezji Alaski Kościoła Prawosławnego w Ameryce.
Świątynią parafialną jest cerkiew wzniesiona przez rosyjskich misjonarzy, wpisana do rejestru zabytków stanu Alaska.